# Seiji Takahashi
Seiji Takahashi (jap. 高橋聖二, Takahashi Seiji; * 24. Februar 1993 in Tomakomai, Hokkaidō) ist ein japanischer Eishockeyspieler, der seit 2011 bei den Ōji Eagles, die sich seit 2022 Red Eagles Hokkaidō nennen, aus der Asia League Ice Hockey unter Vertrag steht.

## Karriere
Seiji Takahashi begann seine Karriere als Eishockeyspieler in seiner Geburtsstadt Tomakomai, wo er in der Mannschaft der Tomakomai Technical Highschool spielte. 2011 wechselte er zu den Ōji Eagles in die Asia League Ice Hockey, wo er seither spielt. Mit der Mannschaft, die ebenfalls aus Tomakomai stammt, gewann er 2012 die Asia League durch Finalsiege gegen die Nikkō Ice Bucks. Auch 2013, 2014 und 2018 konnte er mit den Eagles die Hauptrunde gewinnen, die Play-off-Endspiele gingen jedoch gegen die Tōhoku Free Blades (2013), die Nippon Paper Cranes (2014) und Anyang Halla (2018) verloren.

### International
Für Japan nahm Takahashi bereits an der U-18-Weltmeisterschaften 2010 in der Division I teil. Sein Debüt in der Herren-Nationalmannschaft gab Ueno bei der Weltmeisterschaft 2012, bei der seine Mannschaft in der Gruppe A der Division I antrat. Auch bei den Weltmeisterschaften 2013, 2014, 2015 und 2016 stand er für sein Land in der Division I auf dem Eis. Zudem vertrat er seine Farben bei der Olympiaqualifikationsturnieren für die Winterspiele in Pyeongchang 2018 und in Peking 2022. Bei den Winter-Asienspielen 2017 belegte er mit den Japanern hinter Kasachstan und Südkorea den dritten Platz.

## Erfolge und Auszeichnungen
- 2012 Gewinn der Asia League Ice Hockey mit den Ōji Eagles
- 2017 Bronzemedaille bei den Winter-Asienspielen

## Asia-League-Statistik
(Stand: Ende der Saison 2022/23)